# Quartier de la Ribera
La Ribera est un quartier de Barcelone qui fut le centre économique de la ville du XIIIe siècle au XVe siècle.

## Histoire

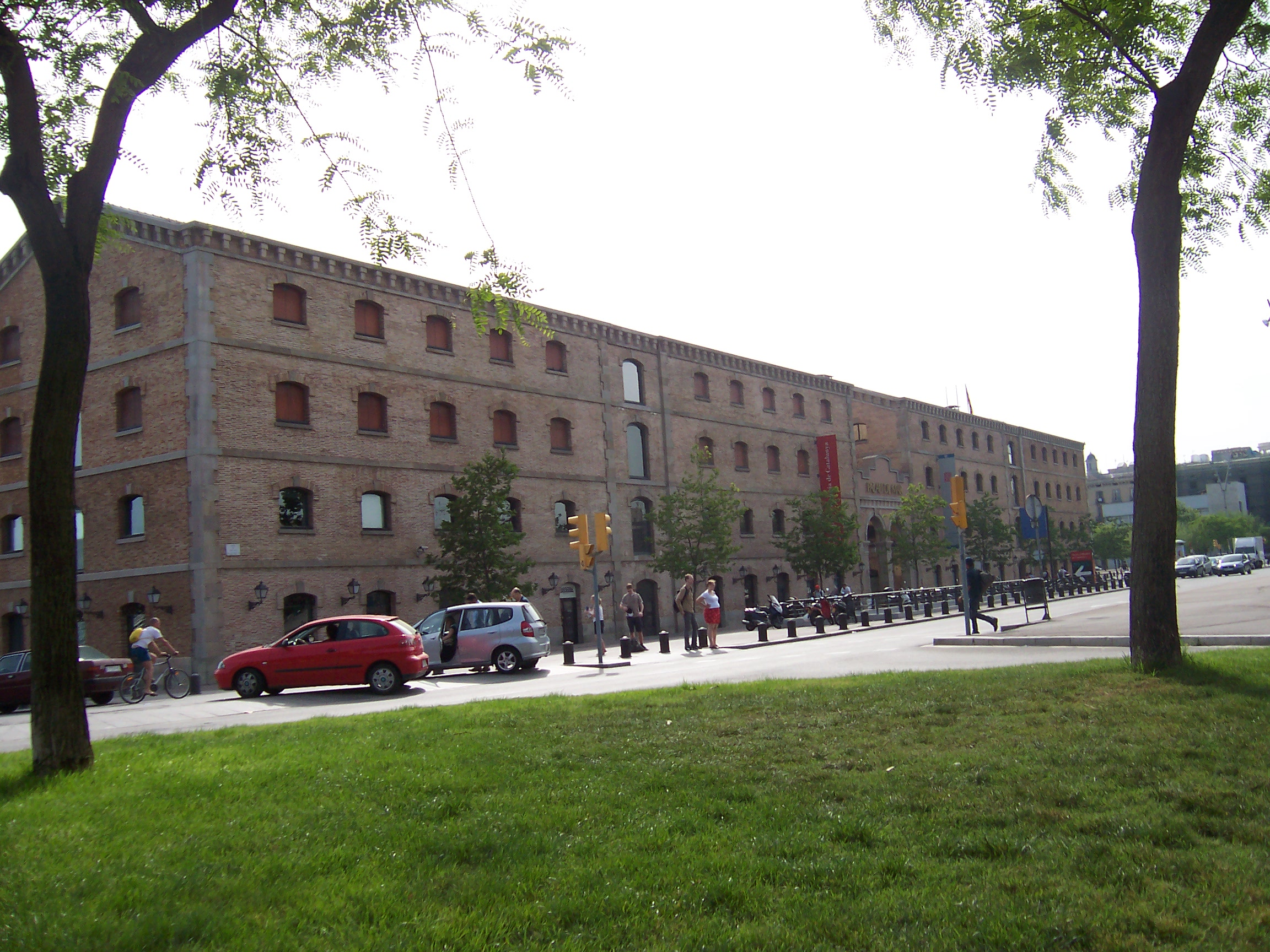
Musée d'histoire de Catalogne

Les grands marchands y construisirent leurs palais, comme ceux qu'on peut voir encore de nos jours dans la rue Montcada : l'un d'entre eux abrite actuellement le Musée Picasso.
La loge de mer de Barcelone actuelle bours, a reçu une façade de style néoclassique qui a été critiquée comme n'étant pas en harmonie avec le reste du monument[réf. nécessaire].
La basilique gothique de Santa Maria del Mar (Sainte Marie de la Mer) fut construite par les pêcheurs et des gens humbles de ce quartier. Un de ces anciens cimetières est aujourd'hui le célebre Fossar de les Moreres.
Après 1714, la moitié du quartier fut démolie afin de construire la forteresse de la Ciutadella / la Citadelle ainsi que la grande esplanade défensive entourant celle-ci.
On a démoli la Ciutadella au XIXe siècle. Par contre, à la même époque, on reconstruisit sur l'esplanade.
De nos jours, on trouve à l'emplacement de l'ancienne Ciutadella le parc de la Ciutadella et le mercat del Born (le marché du tournoi) dans le sous quartier du Born.